# Neli Tarakanova
Neli Tarakanova (9 de septiembre de 1954) es una deportista soviética que compitió en remo. Participó en los Juegos Olímpicos de Montreal 1976, obteniendo una medalla de plata en la prueba de ocho con timonel.

## Palmarés internacional
| Juegos Olímpicos | Juegos Olímpicos  | Juegos Olímpicos | Juegos Olímpicos |
| Año              | Lugar             | Medalla          | Prueba           |
| ---------------- | ----------------- | ---------------- | ---------------- |
| 1976             | Montreal (Canadá) | Medalla de plata | Ocho con timonel |